# Campeonato Argentino de Futebol de 2007–08
O Campeonato Argentino de Futebol de 2007–08 foi a septuagésima oitava temporada da era profissional do futebol argentino. Como nas temporadas anteriores, na segunda metade do primeiro ano foi disputado o Torneio Apertura de 2008, e na primeira metade do segundo ano, o Torneio Clausura de 2009, consagrando cada um a seu próprio campeão.

## Participantes
| Equipe                  | Cidade                | Estádio                                 | Capacidade    |
| ----------------------- | --------------------- | --------------------------------------- | ------------- |
| Argentinos Juniors      | Buenos Aires          | Diego Armando Maradona                  | 25.000        |
| Arsenal                 | Sarandí               | Julio Humberto Grondona                 | 16.300        |
| Banfield                | Banfield              | Florencio Sola                          | 34.901        |
| Boca Juniors            | Buenos Aires          | Alberto J. Armando                      | 49.000        |
| Colón                   | Santa Fe              | Brigadier General Estanislao López      | 47.000        |
| Estudiantes             | La Plata              | Ciudad de La Plata                      | 53.000        |
| Gimnasia y Esgrima (J)  | San Salvador de Jujuy | 23 de Agosto                            | 23.000        |
| Gimnasia y Esgrima (LP) | La Plata              | Juan Carmelo Zerillo Ciudad de La Plata | 21.500 53.000 |
| Huracán                 | Buenos Aires          | Tomás Adolfo Ducó                       | 48.314        |
| Independiente           | Avellaneda            | Em construção                           | -             |
| Lanús                   | Lanús                 | Ciudad de Lanús – Néstor Díaz Pérez     | 46.519        |
| Newell's Old Boys       | Rosario               | Marcelo Bielsa                          | 42.000        |
| Olimpo                  | Bahía Blanca          | Roberto Natalio Carminatti              | 20.000        |
| Racing Club             | Avellaneda            | Presidente Perón                        | 51.389        |
| River Plate             | Buenos Aires          | Antonio Vespucio Liberti                | 66.449        |
| Rosario Central         | Rosario               | Gigante de Arroyito                     | 41.654        |
| San Lorenzo             | Buenos Aires          | Pedro Bidegain                          | 45.000        |
| San Martín              | San Juan              | Ingeniero Hilario Sánchez               | 24.000        |
| Tigre                   | Victoria              | José Dellagiovanna                      | 30.000        |
| Vélez Sarsfield         | Buenos Aires          | José Amalfitani                         | 49.540        |

## Torneio Apertura

### Classificação
| Posição | Time                    | Pts | J  | V  | E | D  | GP | GC | SG  |
| ------- | ----------------------- | --- | -- | -- | - | -- | -- | -- | --- |
| 1.º     | Lanús                   | 38  | 19 | 11 | 5 | 3  | 34 | 21 | 13  |
| 2.º     | Tigre                   | 34  | 19 | 10 | 4 | 5  | 28 | 20 | 8   |
| 3.º     | Banfield                | 32  | 19 | 10 | 2 | 7  | 22 | 21 | 1   |
| 4.º     | Boca Juniors            | 31  | 19 | 9  | 4 | 6  | 32 | 18 | 14  |
| 5.º     | Argentinos Juniors      | 31  | 19 | 9  | 4 | 6  | 29 | 20 | 9   |
| 6.º     | Estudiantes             | 30  | 19 | 8  | 6 | 5  | 27 | 19 | 8   |
| 7.º     | Huracán                 | 30  | 19 | 8  | 6 | 5  | 24 | 22 | 2   |
| 8.º     | San Lorenzo             | 29  | 19 | 8  | 5 | 6  | 29 | 27 | 2   |
| 9.º     | Independiente           | 28  | 19 | 8  | 4 | 7  | 33 | 23 | 10  |
| 10.º    | Vélez Sarsfield         | 27  | 19 | 8  | 3 | 8  | 25 | 25 | 0   |
| 11.º    | Newell's Old Boys       | 27  | 19 | 8  | 3 | 8  | 16 | 22 | -6  |
| 12.º    | Arsenal                 | 26  | 19 | 7  | 5 | 7  | 19 | 24 | -5  |
| 13.º    | Racing Club             | 25  | 19 | 7  | 4 | 8  | 23 | 24 | -1  |
| 14.º    | River Plate             | 23  | 19 | 6  | 5 | 8  | 31 | 33 | -2  |
| 15.º    | Colón                   | 22  | 19 | 6  | 4 | 9  | 19 | 22 | -3  |
| 16.º    | Olimpo                  | 22  | 19 | 6  | 4 | 9  | 18 | 24 | -6  |
| 17.º    | Gimnasia y Esgrima (J)  | 20  | 19 | 5  | 5 | 9  | 22 | 31 | -9  |
| 18.º    | Gimnasia y Esgrima (LP) | 19  | 19 | 5  | 4 | 10 | 15 | 27 | -12 |
| 19.º    | San Martín (SJ)         | 18  | 19 | 5  | 3 | 11 | 18 | 29 | -11 |
| 20.º    | Rosario Central         | 14  | 19 | 2  | 8 | 9  | 21 | 33 | -12 |

## Torneio Clausura

### Classificação
| Posição | Time                    | Pts | J  | V  | E | D  | GP | GC | SG  |
| ------- | ----------------------- | --- | -- | -- | - | -- | -- | -- | --- |
| 1.º     | River Plate             | 43  | 19 | 13 | 4 | 2  | 29 | 13 | 16  |
| 2.º     | Boca Juniors            | 39  | 19 | 11 | 6 | 2  | 33 | 15 | 18  |
| 3.º     | Estudiantes             | 39  | 19 | 11 | 6 | 2  | 29 | 16 | 13  |
| 4.º     | San Lorenzo             | 35  | 19 | 11 | 2 | 6  | 30 | 21 | 9   |
| 5.º     | Vélez Sarsfield         | 32  | 19 | 9  | 5 | 5  | 24 | 17 | 7   |
| 6.º     | Independiente           | 31  | 19 | 8  | 7 | 4  | 25 | 15 | 10  |
| 7.º     | Argentinos Juniors      | 30  | 19 | 9  | 3 | 7  | 23 | 24 | -1  |
| 8.º     | Newell's Old Boys       | 29  | 19 | 8  | 5 | 6  | 21 | 19 | 2   |
| 9.º     | Rosario Central         | 27  | 19 | 7  | 6 | 6  | 26 | 23 | 3   |
| 10.º    | Arsenal                 | 25  | 19 | 7  | 4 | 8  | 22 | 25 | -3  |
| 11.º    | Colón                   | 23  | 19 | 6  | 5 | 8  | 25 | 27 | -2  |
| 12.º    | Banfield                | 22  | 19 | 6  | 4 | 9  | 36 | 36 | 0   |
| 13.º    | Huracán                 | 22  | 19 | 5  | 7 | 7  | 15 | 17 | -2  |
| 14.º    | Tigre                   | 22  | 19 | 6  | 4 | 9  | 24 | 37 | -13 |
| 15.º    | Olimpo                  | 20  | 19 | 6  | 2 | 11 | 21 | 32 | -11 |
| 16.º    | Lanús                   | 18  | 19 | 5  | 3 | 11 | 26 | 39 | -13 |
| 17.º    | Gimnasia y Esgrima (LP) | 17  | 19 | 4  | 5 | 10 | 19 | 26 | -7  |
| 18.º    | San Martín (SJ)         | 17  | 19 | 5  | 2 | 12 | 20 | 30 | -10 |
| 19.º    | Gimnasia y Esgrima (J)  | 15  | 19 | 2  | 9 | 8  | 20 | 28 | -8  |
| 20.º    | Racing Club             | 15  | 19 | 2  | 9 | 8  | 14 | 22 | -8  |